# Pusiola zelleri
Pusiola zelleri là một loài bướm đêm thuộc phân họ Arctiinae, họ Erebidae.